# Danh sách cầu thủ tham dự giải vô địch bóng đá trẻ châu Phi 2005
Đây là danh sách đội hình các đội bóng tham dự Giải vô địch bóng đá trẻ châu Phi 2011. Chỉ có các cầu thủ sinh trong hoặc sau ngày 1 tháng 1 năm 1985 được phép thi đấu.

## Ai Cập
| Số | Vt | Cầu thủ           | Ngày sinh (tuổi)           | Số trận | Câu lạc bộ             |
| -- | -- | ----------------- | -------------------------- | ------- | ---------------------- |
|    |    | Hamada Ahmed      | 1 tháng 10, 1985 (19 tuổi) |         | El-Mansoura            |
|    |    | Mohamed Ahmed     | 24 tháng 3, 1985 (19 tuổi) |         | Al-Ahly                |
|    |    | Abdelaziz Hassan  | 24 tháng 5, 1986 (18 tuổi) |         | El-Mansoura            |
|    |    | Hossam Attia      | 9 tháng 3, 1986 (18 tuổi)  |         | Al-Ahly                |
|    |    | Alaa El-Masry     | 3 tháng 3, 1985 (19 tuổi)  |         | Al-Mokawloon Al-Arab   |
|    |    | Abdellah Abdellah | 20 tháng 1, 1986 (18 tuổi) |         | Al-Ahly                |
|    |    | Ahmed Samir Farag | 20 tháng 5, 1986 (18 tuổi) |         | FC Sochaux-Montbéliard |
|    |    | Ahmed Darwish     | 15 tháng 1, 1985 (20 tuổi) |         | Baladia Mah.           |
|    |    | Hossam Nasr       | 30 tháng 8, 1985 (19 tuổi) |         | El-Zamalek             |
|    |    | Mahmoud Fadl Alla | 5 tháng 3, 1986 (18 tuổi)  |         | El-Zamalek             |
|    |    | Abdallah Mohamed  | 13 tháng 7, 1985 (19 tuổi) |         | Ismaily SC             |
|    |    | Abdallah Abdou    | 10 tháng 5, 1985 (19 tuổi) |         | Ismaily SC             |
|    |    | Karim Zekry       | 10 tháng 5, 1985 (19 tuổi) |         | El-Masry               |
|    |    | Ahmed El-Bahrawy  | 24 tháng 5, 1986 (18 tuổi) |         | Al-Ahly                |
|    |    | Islam Siam        | 13 tháng 2, 1985 (19 tuổi) |         | Al-Mokawloon Al-Arab   |
|    |    | Mohamed Ibrahim   | 9 tháng 2, 1985 (19 tuổi)  |         | El-Shams               |
|    |    | Amr El-Halawani   | 15 tháng 3, 1985 (19 tuổi) |         | Al-Ahly                |
|    |    | Ali Bekhit        | 12 tháng 8, 1985 (19 tuổi) |         | Ismaily SC             |

## Lesotho
| Số | Vt | Cầu thủ             | Ngày sinh (tuổi)            | Số trận | Câu lạc bộ     |
| -- | -- | ------------------- | --------------------------- | ------- | -------------- |
|    |    | Mpiti Thamae        | 24 tháng 6, 1985 (19 tuổi)  |         | Likhopo        |
|    |    | Philemon Mokhahlane | 3 tháng 6, 1986 (18 tuổi)   |         | Likhopo        |
|    |    | Lebohang Nkakole    | 27 tháng 12, 1988 (16 tuổi) |         | Lioli          |
|    |    | Lereko Matsipa      | 6 tháng 8, 1987 (17 tuổi)   |         | Likhopo        |
|    |    | Thabiso Maile       | 27 tháng 1, 1987 (17 tuổi)  |         | Likhopo        |
|    |    | Motlalepula Mofolo  | 7 tháng 9, 1986 (18 tuổi)   |         | Lioli          |
|    |    | Sefuli Ntoi         | 9 tháng 1, 1985 (20 tuổi)   |         | Lifefo         |
|    |    | Tefo Maipato        | 9 tháng 3, 1986 (18 tuổi)   |         | Junior Pirates |
|    |    | Nathnael Ncheba     | 12 tháng 12, 1989 (15 tuổi) |         | Junior Pirates |
|    |    | John Moleko         | 24 tháng 8, 1986 (18 tuổi)  |         | Junior Pirates |
|    |    | Paul Lehloka        | 21 tháng 10, 1986 (18 tuổi) |         | Likhopo        |
|    |    | Thabo Mokhele       | 18 tháng 4, 1986 (18 tuổi)  |         | Matlama        |
|    |    | Phillimon Mokhesi   | 17 tháng 5, 1985 (19 tuổi)  |         | Stella         |
|    |    | Bokang Mothoana     | 9 tháng 12, 1987 (17 tuổi)  |         | Likhopo        |
|    |    | Lintho Korie        | 7 tháng 9, 1986 (18 tuổi)   |         | Lioli          |
|    |    | Dlomo Monaphathi    | 9 tháng 9, 1987 (17 tuổi)   |         | Matlama        |
|    |    | Lawrence Molengoane | 30 tháng 12, 1986 (18 tuổi) |         | Matlama        |
|    |    | Justice Teele       | 28 tháng 12, 1986 (18 tuổi) |         | Likhopo        |

## Bờ Biển Ngà
| Số | Vt | Cầu thủ                | Ngày sinh (tuổi)            | Số trận | Câu lạc bộ              |
| -- | -- | ---------------------- | --------------------------- | ------- | ----------------------- |
| 1  | TM | Vincent Angban         | 4 tháng 2, 1987 (17 tuổi)   |         | Rio Anyama              |
| 2  | TĐ | Abdramane Diaby        | 19 tháng 12, 1986 (18 tuổi) |         | Sabé de Bouna           |
| 3  | HV | Sol Bamba              | 13 tháng 1, 1985 (20 tuổi)  |         | Paris Saint-Germain     |
| 4  | HV | Benjamin Angoua        | 28 tháng 11, 1986 (18 tuổi) |         | Africa Sports           |
| 5  | HV | Bakary Soro            | 5 tháng 12, 1985 (19 tuổi)  |         | ASEC Mimosas            |
| 6  | TV | Bamba Moussa           | 6 tháng 1, 1985 (20 tuổi)   |         | Jeunesse Club d'Abidjan |
| 7  | HV | Souleymane Barry       | 22 tháng 3, 1986 (18 tuổi)  |         | Issia Wazy              |
| 8  | TV | Alex Somian            | 9 tháng 6, 1986 (18 tuổi)   |         | Jeunesse Club d'Abidjan |
| 9  | TĐ | Ibrahima Aka           | 5 tháng 3, 1987 (17 tuổi)   |         | Issia Wazy              |
| 10 | TV | Anthony Moura-Komenan  | 20 tháng 1, 1986 (18 tuổi)  |         | Bordeaux                |
| 11 | HV | Kambou Ollo            | 27 tháng 11, 1986 (18 tuổi) |         | Stade d'Abidjan         |
| 12 | TĐ | Kévin Kouakou Kouadio  | 24 tháng 4, 1985 (19 tuổi)  |         | Bingerville             |
| 13 | TV | Emmanuel Koné          | 31 tháng 12, 1986 (18 tuổi) |         | ASEC Mimosas            |
| 14 | TĐ | Yedi Zahiri            | 2 tháng 9, 1985 (19 tuổi)   |         | Rouen                   |
| 15 | TV | Hermann Kouamé Kouadio | 31 tháng 12, 1985 (19 tuổi) |         | Lens                    |
| 16 | TM | Roger Ollekam Bêbê     | 25 tháng 11, 1985 (19 tuổi) |         | US Koumassi             |
| 17 | HV | Charles Touah          | 30 tháng 12, 1986 (18 tuổi) |         | Stella Club d'Adjamé    |
| 18 | TĐ | Sekou Cissé            | 23 tháng 5, 1985 (19 tuổi)  |         | Roda JC                 |

## Bénin
| Số | Vt | Cầu thủ           | Ngày sinh (tuổi)            | Số trận | Câu lạc bộ                       |
| -- | -- | ----------------- | --------------------------- | ------- | -------------------------------- |
| 1  | TM | Yessoufou Samiou  | 11 tháng 7, 1986 (18 tuổi)  |         | Buffles                          |
| 2  | HV | Charaf Chitou     | 21 tháng 9, 1987 (17 tuổi)  |         | Université Nationale du Bénin FC |
| 3  | TV | Oscar Olou        | 16 tháng 11, 1987 (17 tuổi) |         | Mogas 90                         |
| 4  | HV | Pascal Hountonto  | 20 tháng 11, 1985 (19 tuổi) |         | Soleil FC                        |
| 5  | HV | Safradine Traoré  | 31 tháng 5, 1986 (18 tuổi)  |         | Buffles                          |
| 6  | TV | Florent Raimy     | 7 tháng 2, 1986 (18 tuổi)   |         | Sedan                            |
| 7  | TV | Romuald Boco      | 8 tháng 7, 1985 (19 tuổi)   |         | Niort                            |
| 8  | TV | Mathieu Adeniyi   | 26 tháng 4, 1987 (17 tuổi)  |         | Rennes                           |
| 9  | TV | Ademola Olaofe    | 30 tháng 10, 1985 (19 tuổi) |         | Soleil FC                        |
| 10 | TĐ | Abdoulaye Ouzérou | 24 tháng 10, 1985 (19 tuổi) |         | Buffles                          |
| 11 | TĐ | Abou Maiga        | 20 tháng 9, 1985 (19 tuổi)  |         | Créteil                          |
| 12 | TV | Coffi Agbessi     | 5 tháng 12, 1985 (19 tuổi)  |         | Al Olympique                     |
| 13 | TĐ | Youssouf Nassirou | 14 tháng 11, 1986 (18 tuổi) |         | Soleil FC                        |
| 14 | TĐ | Bachirou Osseni   | 15 tháng 9, 1985 (19 tuổi)  |         | Soleil FC                        |
| 15 | TĐ | Razak Omotoyossi  | 8 tháng 10, 1985 (19 tuổi)  |         | JS Pobè                          |
| 16 | TM | Yoann Djidonou    | 17 tháng 5, 1986 (18 tuổi)  |         | Racing Club de Paris             |
| 17 | TV | Soule Abiola      | 25 tháng 7, 1987 (17 tuổi)  |         | Soleil FC                        |
| 18 | TV | Séïdath Tchomogo  | 13 tháng 8, 1985 (19 tuổi)  |         | Lions de l'Atakory               |

## Maroc
| Số | Vt | Cầu thủ                    | Ngày sinh (tuổi)            | Số trận | Câu lạc bộ       |
| -- | -- | -------------------------- | --------------------------- | ------- | ---------------- |
| 1  | TM | Mohammed Amine El Bourkadi | 22 tháng 2, 1985 (19 tuổi)  |         | MAS Fez          |
| 2  | HV | Hamza Hajji                | 5 tháng 2, 1986 (18 tuổi)   |         | Wydad Casablanca |
| 3  | HV | Chakib Benzoukane          | 7 tháng 8, 1986 (18 tuổi)   |         | Kawkab Marrakech |
| 4  | HV | Karim Azizou               | 20 tháng 1, 1985 (19 tuổi)  |         | Bordeaux         |
| 5  | HV | Youssef Rabeh              | 13 tháng 4, 1985 (19 tuổi)  |         | FUS Rabat        |
| 6  | HV | Abderrahmane Mssassi       | 24 tháng 3, 1985 (19 tuổi)  |         | MAS Fez          |
| 7  | TĐ | Abdessalam Benjelloun      | 28 tháng 1, 1985 (19 tuổi)  |         | MAS Fez          |
| 8  | TV | Karim Miftal               | 29 tháng 10, 1985 (19 tuổi) |         | Niort            |
| 9  | TĐ | Mouhcine Iajour            | 14 tháng 5, 1985 (19 tuổi)  |         | Raja Casablanca  |
| 10 | TV | Rachid Tiberkanine         | 28 tháng 3, 1985 (19 tuổi)  |         | Ajax Amsterdam   |
| 11 | TĐ | Tarik Bendamou             | 14 tháng 1, 1985 (20 tuổi)  |         | Raja Casablanca  |
| 12 | TM | Youssef El Abdallaoui      | 1 tháng 2, 1985 (19 tuổi)   |         | Widad Fez        |
| 13 | HV | Zakariae El Ghadi          | 27 tháng 6, 1985 (19 tuổi)  |         | MAS Fez          |
| 14 | TĐ | Nabil El Zhar              | 27 tháng 8, 1986 (18 tuổi)  |         | Saint-Étienne    |
| 15 | TV | Rida Lah Douliazale        | 3 tháng 9, 1985 (19 tuổi)   |         | Wydad Casablanca |
| 16 | TĐ | Abdessamad Benhalib        | 19 tháng 10, 1986 (18 tuổi) |         | Wydad Casablanca |
| 17 | TV | Yassine Zouchou            | 26 tháng 7, 1985 (19 tuổi)  |         | Wydad Casablanca |
| 18 | TV | Brahim El Bahri            | 26 tháng 3, 1986 (18 tuổi)  |         | FAR Rabat        |

## Angola
| Số | Vt | Cầu thủ             | Ngày sinh (tuổi)            | Số trận | Câu lạc bộ          |
| -- | -- | ------------------- | --------------------------- | ------- | ------------------- |
| 1  | TM | Guilherme Zinga     | 26 tháng 12, 1985 (19 tuổi) |         | Atlético de Luanda  |
| 2  |    | Simao Vicente Bunga | 14 tháng 7, 1985 (19 tuổi)  |         | 1° de Agosto        |
| 3  |    | Osvaldo Domingos    | 10 tháng 3, 1986 (18 tuổi)  |         | 1° de Agosto        |
| 4  |    | Michel Vuta         | 25 tháng 1, 1985 (19 tuổi)  |         | 1. SC Feucht        |
| 5  |    | Francisco Vicente   | 15 tháng 10, 1985 (19 tuổi) |         | Atlético de Luanda  |
| 6  |    | Emílio Sebastião    | 8 tháng 4, 1986 (18 tuổi)   |         | Joca Sport          |
| 7  |    | Ricardo Estevao     | 27 tháng 9, 1987 (17 tuổi)  |         | Atlético Sport      |
| 8  |    | Patrick Teca        | 19 tháng 9, 1985 (19 tuổi)  |         | Seixal              |
| 9  |    | Paulino Miguel      | 17 tháng 10, 1986 (18 tuổi) |         | 1° de Agosto        |
| 10 |    | Lucas Huango        | 13 tháng 3, 1985 (19 tuổi)  |         | Académica do Lobito |
| 11 |    | Odymir Bregasha     | 15 tháng 12, 1985 (19 tuổi) |         | Interclube          |
| 12 | TM | Mário Hipólito      | 1 tháng 6, 1985 (19 tuổi)   |         | Interclube          |
| 13 |    | Hamlet Campos       | 16 tháng 6, 1985 (19 tuổi)  |         | Atlético de Luanda  |
| 14 |    | Suarez Simao        | 14 tháng 10, 1986 (18 tuổi) |         | Santos              |
| 15 |    | Joaquim Nzamba      | 27 tháng 3, 1986 (18 tuổi)  |         | Flaminguinhos       |
| 16 |    | Edvaldo Pina        | 4 tháng 9, 1985 (19 tuổi)   |         | Académica do Lobito |
| 17 |    | Manuel Zundo        | 7 tháng 9, 1987 (17 tuổi)   |         | Santos              |
| 18 |    | Osvaldo Dinis       | 4 tháng 6, 1986 (18 tuổi)   |         | 1° de Agosto        |

## Nigeria
| Số | Vt | Cầu thủ            | Ngày sinh (tuổi)            | Số trận | Câu lạc bộ           |
| -- | -- | ------------------ | --------------------------- | ------- | -------------------- |
| 1  | TM | Ambruse Vanzekin   | 14 tháng 7, 1986 (18 tuổi)  |         | Bendel Insurance     |
| 2  | HV | Kennedy Chinwo     | 29 tháng 12, 1985 (19 tuổi) |         | Dolphins             |
| 3  | HV | Taye Taiwo         | 16 tháng 4, 1985 (19 tuổi)  |         | Lobi Stars           |
| 4  | HV | Onyekachi Apam     | 30 tháng 12, 1986 (18 tuổi) |         | Enugu Rangers        |
| 5  | HV | Monday James       | 19 tháng 10, 1986 (18 tuổi) |         | Bendel Insurance     |
| 6  | HV | Yinka Adedeji      | 24 tháng 3, 1985 (19 tuổi)  |         | Pepsi Academy        |
| 7  | TV | Bernard Okorowanta | 11 tháng 12, 1986 (18 tuổi) |         | Maccabi Tel Aviv     |
| 8  | TV | Daddy Bazuaye      | 11 tháng 12, 1988 (16 tuổi) |         | Bendel Insurance     |
| 9  | TĐ | Victor Obinna      | 25 tháng 3, 1987 (17 tuổi)  |         | Enyimba              |
| 10 | TĐ | Isaac Promise      | 2 tháng 12, 1987 (17 tuổi)  |         | Gray's International |
| 11 | TĐ | Solomon Okoronkwo  | 2 tháng 3, 1987 (17 tuổi)   |         | Hertha BSC           |
| 12 | TM | Daniel Akpeyi      | 3 tháng 8, 1986 (18 tuổi)   |         | Gabros International |
| 13 | HV | Olubayo Adefemi    | 10 tháng 8, 1985 (19 tuổi)  |         | Hapoel Jerusalem     |
| 14 | TV | David Solomon Abwo | 10 tháng 5, 1986 (18 tuổi)  |         | Enyimba              |
| 15 | TV | Johnbull Edeki     | 28 tháng 3, 1985 (19 tuổi)  |         | Bendel Insurance     |
| 16 | HV | Dele Adeleye       | 25 tháng 12, 1988 (16 tuổi) |         | Shooting Stars       |
| 17 | TĐ | Ifeanyi Obediah    | 27 tháng 7, 1985 (19 tuổi)  |         | Enyimba              |
| 18 | TV | Kola Anubi         | 24 tháng 3, 1987 (17 tuổi)  |         | Bendel Insurance     |

## Mali
| Số | Vt | Cầu thủ            | Ngày sinh (tuổi)            | Số trận | Câu lạc bộ         |
| -- | -- | ------------------ | --------------------------- | ------- | ------------------ |
| 1  | TM | Noumouke Traoré    | 1 tháng 9, 1985 (19 tuổi)   |         | Onze Créateurs     |
| 2  | HV | Adama Tamboura     | 18 tháng 5, 1985 (19 tuổi)  |         | Real Bamako        |
| 3  | HV | Yacouba Sanogo     | 25 tháng 7, 1986 (18 tuổi)  |         | Onze Créateurs     |
| 4  |    | Issa Traoré        | 2 tháng 1, 1987 (18 tuổi)   |         | Djoliba AC         |
| 5  | TV | Sekou Bagayoko     | 31 tháng 12, 1987 (17 tuổi) |         | Djoliba AC         |
| 6  | TV | Lassana Fané       | 11 tháng 11, 1987 (17 tuổi) |         | Djoliba AC         |
| 7  | TĐ | Kalifa Dembelé     | 13 tháng 9, 1987 (17 tuổi)  |         | CO Bamako          |
| 8  | TV | Alphousseyni Keita | 13 tháng 11, 1985 (19 tuổi) |         | CO Bamako          |
| 9  | TV | Moriba Diop        | 21 tháng 5, 1985 (19 tuổi)  |         | Stade Malien       |
| 10 | TV | Oumar Kanté        | 9 tháng 10, 1987 (17 tuổi)  |         | Centre Salif Keita |
| 11 | TĐ | Boubacar Kébé      | 10 tháng 5, 1987 (17 tuổi)  |         | Bordeaux           |
| 12 | HV | Amadou Sidibé      | 19 tháng 2, 1986 (18 tuổi)  |         | CO Bamako          |
| 13 | TĐ | Modibo Maïga       | 3 tháng 9, 1987 (17 tuổi)   |         | Stade Malien       |
| 14 | HV | Demba Barry        | 11 tháng 4, 1987 (17 tuổi)  |         | Real Bamako        |
| 15 |    | Alassane Keita     | 13 tháng 11, 1985 (19 tuổi) |         | CO Bamako          |
| 16 | TM | Abdoulaye Samake   | 29 tháng 4, 1987 (17 tuổi)  |         | AS Bamako          |
| 17 | TV | Lamine Diawara     | 18 tháng 5, 1986 (18 tuổi)  |         | Débo Club          |
| 18 |    | Dramane Traoré     | 20 tháng 1, 1987 (17 tuổi)  |         | Onze Créateurs     |